# 林容安
林容安（英語：Anny，1974年12月28日—），為台灣的節目主持人、新聞主播。國立政治大學新聞學系畢業。曾任職中天新聞台。現任三立新聞台主播、節目中心副主任《金曲星舞台》主持人

## 學歷
- 國立政治大學新聞學系畢業
- 台南女中
- 大成國中

## 經歷
- 民視新聞記者
- 台視新聞記者
- 華視新聞記者
- 三立新聞台主播、記者、主持人、製作人、社會組副組長、國際新聞中心記者、國際兩岸中心組長、專題中心組長
- 中天新聞台主播、主持人、製作人、專題中心組長

## 現任
- 三立新聞台主播、節目中心副主任。
- 三立新聞台《金曲星舞台》主持人。

## 戲劇
| 年份   | 頻道       | 劇名       | 飾演 |
| 2014年 | 三立台灣台 | 《世間情》 | 勁爆最前線主持人（第170集） 勁爆新聞線主持人（第237集） 移動news360°主持人（第243集） Top人物主持人（第348集） |

## 外部連結
- 林容安的Facebook專頁
- 林容安的Instagram帳戶